# خرون‌فلد
خرون‌فلد (به هلندی: Groenveld) یک روستا در هلند است که در Schagen واقع شده‌است. خرون‌فلد ۱۹۰ نفر جمعیت دارد و ۰ متر بالاتر از سطح دریا واقع شده‌است.